# I giorni migliori
I giorni migliori è un singolo del 2002 del gruppo musicale italiano Tiromancino, secondo estratto dall'album In continuo movimento.
È stata scritta e composta da Federico Zampaglione.

## Video musicale
Il videoclip è stato pubblicato sul canale YouTube del gruppo e vede la partecipazione dell'attore Ernesto Mahieux.

## Formazione
- Federico Zampaglione - voce, chitarra, basso
- Andrea Pesce - pianoforte, tastiere, cori
- Luigi Pulcinelli - drum machine, campionatori, programmazione, arrangiamento

## Curiosità
- Il 20 ottobre 2014 Zampaglione ha dedicato il brano all'ex membro Luigi Pulcinelli, scomparso due giorni prima a soli 40 anni, il quale era presente nel videoclip ufficiale. Il frontman era molto legato a lui, e ha voluto esprimere il suo dolore attraverso questo brano, che egli considera come il simbolo del periodo d'oro di Pulcinelli e di tutta la band.